# Alice Annum
Alice Annum, née le 20 octobre 1948 à Accra, est une athlète ghanéenne, spécialiste du sprint et du saut en longueur.

## Carrière
Elle est médaillée d'or du saut en longueur et médaillée d'argent du relais 4 x 100 mètres aux Jeux africains de 1965 à Brazzaville.
Aux Jeux du Commonwealth britannique de 1970 à Édimbourg, Alice Annum est médaillée d'argent du 100 mètres et du 200 mètres.
Elle participe aux Jeux olympiques d'été de 1972 à Munich, terminant sixième de la finale du 100 mètres et septième de la finale du 200 mètres.
Elle remporte trois médailles d'or aux Jeux africains de 1973 à Lagos, sur 100, 200 et 4 x 100 mètres et la médaille de bronze du 200 mètres et 4 x 100 m aux Jeux du Commonwealth britannique de 1974 à Christchurch.

### Records
| Épreuve          | Performance | Lieu         | Date              |
| ---------------- | ----------- | ------------ | ----------------- |
| 100 mètres       | 11 s 1      | Bonn         | 11 septembre 1971 |
| 200 mètres       | 22 s 90     | Christchurch | 29 janvier 1974   |
| Saut en longueur | 6,30 m      |              | 1970              |